# The Chronicle Herald
The Chronicle Herald est un journal quotidien canadien d'Halifax en Nouvelle-Écosse (Canada). Il détient le plus gros tirage de la Nouvelle-Écosse ainsi que des Provinces de l'Atlantique. Il est également le plus important des journaux non affiliés à une chaîne au pays, appartenant à la famille Dennis d'Halifax.

## Histoire
Il est fondé en 1875 sous le nom de The Morning Herald et est distribué le matin. Il devient rapidement l'un des quotidiens principaux d'Halifax. Le même éditeur possède également un quotidien du soir, le Evening Mail. En 1949, Le Herald fusionne avec son principal compétiteur le Chronicle alors que le Mail fait la même chose avec le Star. En 1998, une édition du Chronicle-Herald est imprimée le dimanche et en 2004, le Chronicle-Herald et le Mail-Star ne font plus qu'un quotidien.
En janvier de la même année, le Chronicle-Herald devient le premier au Canada à utiliser des rotatives Wifag augmentant le nombre de couleurs disponibles et de polices d'écriture. 